# Joseph Mary Plunkett
Joseph Mary Plunkett (en gaèlic irlandès Seosamh Pluincéad) (Dublín, 21 de novembre de 1887 - 4 de maig 1916) fou un poeta i revolucionari irlandès, un dels caps de l'Aixecament de Pasqua.

## Biografia
Era fill de George Noble Plunkett, aleshores curador del Museu Nacional d'Irlanda. De molt jove ja patia de tuberculosi. Va estudiar al Belvedere College de Dublín, i al Stonyhurst College a Lancashire.
Interessat pel gaèlic irlandès, s'uní a la Lliga Gaèlica. També va aprendre la llengua auxiliar esperanto i va fundar l'Irish Esperanto League. Va prendre com a tutor Thomas Mac Donagh, també interessat en la poesia i el teatre, i ambdós van ingressar als Voluntaris Irlandesos, formant part del seu comitè provisional. Nacionalista convençut, va utilitzar la seva propietat a Kimmage (Dublín) per tal d'amagar joves desertors de l'exèrcit britànic durant la Primera Guerra Mundial.
Cap al 1915 es va unir a la Germandat Republicana Irlandesa (IRB), que l'envià a Alemanya amb Roger Casement a negociar-hi un hipotètic suport a la independència irlandesa. Però Casement no era membre de l'IRBB, i mentre que Plunkett cercava més l'enviament d'armes als rebels, Casament intentava cercar suport diplomàtic i reclutar voluntaris entre els presoners de guerra irlandesos.
Fou un dels membres del Comitè provisional responsable de l'Aixecament de Pasqua, i hom el considera parcialment responsable del seu fracàs, potser degut a la seva hospitalització a causa d'una amigdalitis uns dies abans de l'aixecament. Tot i convalescent, va ocupar el seu lloc al General Post Office amb els altres dirigents Thomas J. Clarke i Patrick Pearse. El seu ajudant de camp fou Michael Collins.
Després de l'aixecament fou jutjat per un tribunal militar, condemnat a mort i afusellat. Abans de morir es va casar amb la seva promesa Grace Gifford, germana de Muriel, esposa del seu íntim amic Thomas Mac Donagh.